# Vancouver Olympic Village
Il Vancouver Olympic Village (VOV), è un villaggio olimpico in costruzione per i XXI Giochi olimpici invernali ed i X Giochi paralimpici invernali, che si svolgeranno a Vancouver, Columbia Britannica, Canada. Una volta completato sarà in grado di ospitare 2800 fra atleti, dirigenti, giudici e allenatori.
Il sito, un'ex area industrial recentemente usata soprattutto come parcheggio, si trova a sud est di False Creek, a nord della 2nd Avenue fra Quebec and Manitoba Streets.  Giusto a sud dello Science World, si affaccerà sul percorso ciclabile e pedonale False Creek Seawall, vicino alle stazioni ferroviarie di Granville Island Heritage e di Main Street per lo SkyTrain.

## Costruzione

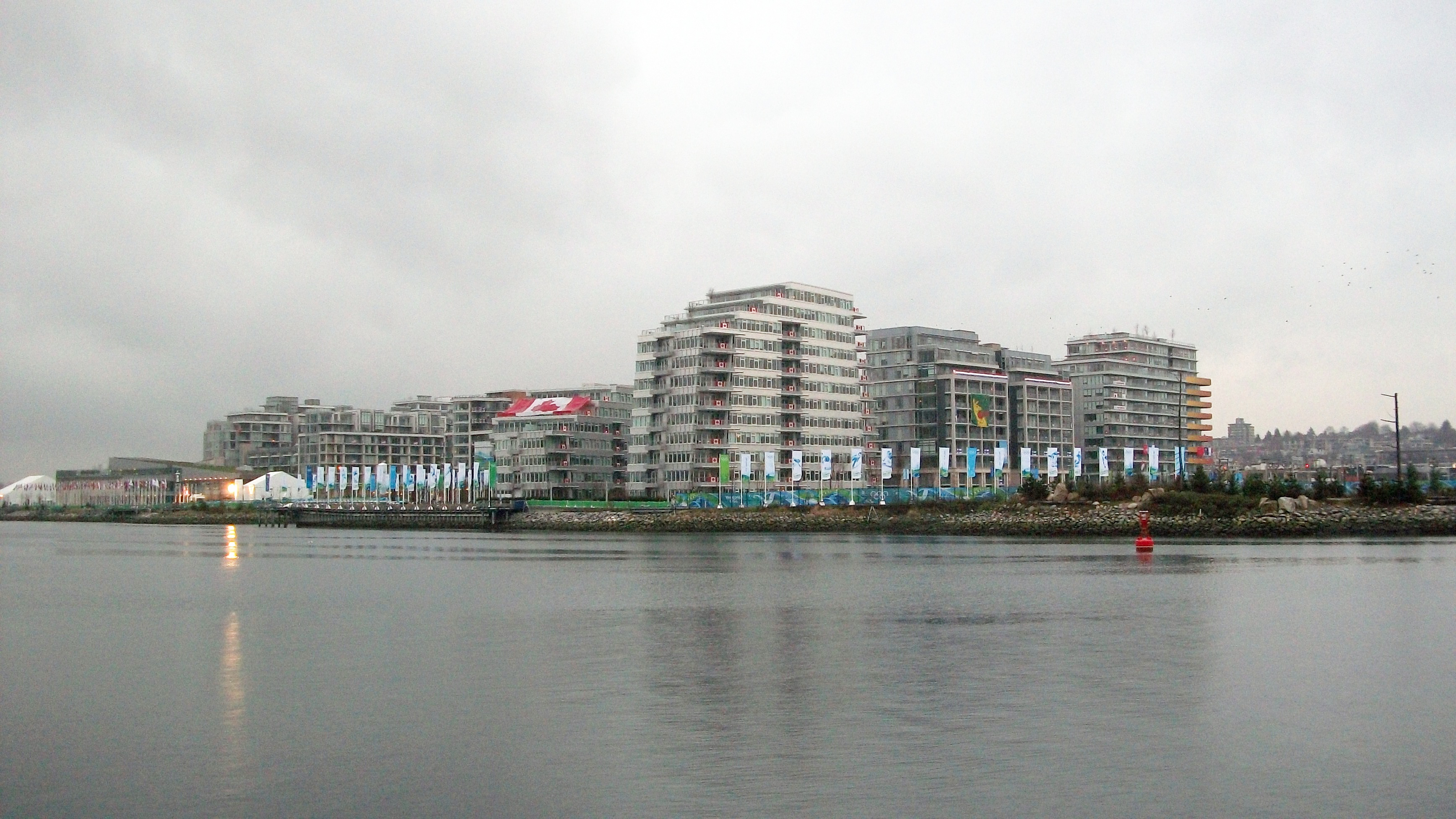

Preparazione e costruzione del sito olimpico sono iniziate nel febbraio 2006 e dovrebbero terminare entro il 1º novembre 2009, quando sarà consegnato al comitato organizzatore per i Giochi. Il 7 aprile 2010 sarà restituito alla città di Vancouver, che lo convertirà in centro residenziale, un luogo di incontro, di assistenza sanitaria, negozi e servizi.